# Vittorio Monti
Vittorio Monti (Napels, 6 januari 1868 – Napels, 20 juni 1922) was een Italiaans componist.
Monti werd geboren in Napels en studeerde aldaar viool en compositie aan het Conservatorio di San Pietro a Majella di Napoli. Rond 1900 werd hij dirigent in Parijs waar hij diverse balletten en operettes het licht deed zien. In zijn latere jaren hield hij het dirigeren voor gezien en wijdde hij zich aan het componeren en lesgeven op viool en mandoline waarvoor hij ook een leerboek schreef.
Zonder zijn befaamde Csárdás - de Csardas van Monti - zou hij weinig bekendheid genieten; er is waarschijnlijk geen enkel zigeunerorkest dat dit werk uit 1904 niet op het repertoire heeft staan. Zijn csardas is ook gebruikt in het nummer "Alejandro" van Lady Gaga.